# Franz Ippisch
Franz Ippisch (Viena, Austria, 1883 - Ciudad de Guatemala, 1958) fue un compositor austriaco residente en Guatemala.

## Biografía
Franz Ippisch se formó como violonchelista y compositor. Durante tres décadas tocó el violonchelo en la ópera de Viena. En 1934 se trasladó a Salzburgo, donde fue nombrado director de bandas militares. En 1938, cuando se tornó imposible vivir en Austria por ser su esposa de origen judío, tuvo que dejar su país y se embarcó a Guatemala. En esa ciudad le fue ofrecido el puesto de Director de la Banda sinfónica marcial y director de la escuela de sustitutos, el cual aceptó. Poco después también fue nombrado director de la orquesta del Conservatorio Nacional y profesor de armonía, composición y dirección de orquesta. Tuvo diversos alumnos, a los cuales dio una excelente formación musical europea, entre ellos Benigno Mejía y Rafael Juárez Castellanos. Fue quien descubrió y estrenó para el siglo XX la Sinfonía Cívica de José Eulalio Samayoa, así como las Variaciones para violín y orquesta de José Escolástico Andrino.

## Obras seleccionadas
La obra de Franz Ippisch se encuentra en Viena, donde fue depositada por su hijo en 1963. Según el compositor austriaco Gerald Schwertberger, estudioso de Franz Ippisch, un catálogo preliminar sería como sigue:

### Música de cámara
- Serenata en Re mayor para cuerdas (1924)
- Trío de cuerdas (1924)
- Cuarteto de cuerdas en Do mayor (1925)
- Dúo para violín y violonchelo (1925)
- Quinteto para vientos (1926)
- Cuarteto de cuerdas en mi menor (1927)
- Suite para violonchelo solo (1927)
- Cuarteto de cuerdas en Re Mayor (1931)
- Cinco piezas para dos violines (1933)
- Cuarteto de cuerdas en do menor (1936)
- Cuarteto de cuerdas en re menor (1944)

### Sinfonías
- Sinfonía n.º 1 en re menor (1926-1930), premiada y estrenada en Linz.
- Sinfonía n.º 2 en do menor (estrenada en 1935)
- Sinfonía n.º 3 en fa menor "guatemalteca"
- Sinfonía n.º 4 en si menor

### Conciertos
- Concierto para violín y orquesta de cuerdas (1942).
- Concierto para piano y orquesta (1942).
- Fantasía para violonchelo y orquesta de cámara.
- Concierto para violonchelo y orquesta de cuerdas (1945).

### Música vocal
- Tres canciones para canto y piano.
- Misa alemana par solos, coro, orquesta y órgano.
- Himno al Sagrado Corazón de Jesucristo, para solos, coro y orquesta.
- Te Deum para coro mixto y órgano.

### Obras orquestales
- Obertura alegre (1932)
- Obertura "Bebé" para banda
- Suite para orquesta de cuerdas (1931).